# Interlands Tsjechisch voetbalelftal 2020-2029
Deze pagina toont een chronologisch en gedetailleerd overzicht van de interlands die het Tsjechisch voetbalelftal speelt en heeft gespeeld in de periode 2020 – 2029.

## Interlands

### 2020
|                                                                                     |                  |       |                                                           |                                                                                              |
| 4 september UEFA Nations League Groep B2 № 798 «onderlinge duels» 20:45 uur (UTC+2) | Slowakije        | 1 – 3 | Tsjechië                                                  | Národný futbalový štadión, Bratislava Toeschouwers: 0 Scheidsrechter: Andris Treimanis (LAT) |
| 4 september UEFA Nations League Groep B2 № 798 «onderlinge duels» 20:45 uur (UTC+2) | Ivan Schranz 88' |       | 48' Vladimír Coufal 53' Bořek Dočkal 86' Michael Krmenčík | Národný futbalový štadión, Bratislava Toeschouwers: 0 Scheidsrechter: Andris Treimanis (LAT) |

|                                                                                     |                 |       |                                           |                                                                                |
| 7 september UEFA Nations League Groep B2 № 799 «onderlinge duels» 20:45 uur (UTC+2) | Tsjechië        | 1 – 2 | Schotland                                 | Andrův stadion, Olomouc Toeschouwers: 0 Scheidsrechter: Serdar Gözübüyük (NED) |
| 7 september UEFA Nations League Groep B2 № 799 «onderlinge duels» 20:45 uur (UTC+2) | Jakub Pešek 12' |       | 27' Lyndon Dykes 52' (pen.) Ryan Christie | Andrův stadion, Olomouc Toeschouwers: 0 Scheidsrechter: Serdar Gözübüyük (NED) |

|                                                                        |                   |       |                                            |                                                                                                |
| 7 oktober Vriendschappelijk № 800 «onderlinge duels» 19:00 uur (UTC+3) | Cyprus            | 1 – 2 | Tsjechië                                   | AEK Arena - Georgios Karapatakis, Larnaca Toeschouwers: 0 Scheidsrechter: Lionel Tschudi (SUI) |
| 7 oktober Vriendschappelijk № 800 «onderlinge duels» 19:00 uur (UTC+3) | Loizos Loizou 32' |       | 13' Tomáš Holeš 43' (pen.) Vladimír Darida | AEK Arena - Georgios Karapatakis, Larnaca Toeschouwers: 0 Scheidsrechter: Lionel Tschudi (SUI) |

|                                                                                    |                 |       |                                           |                                                                              |
| 11 oktober UEFA Nations League Groep B2 № 801 «onderlinge duels» 21:45 uur (UTC+3) | Israël          | 1 – 2 | Tsjechië                                  | Sammy Oferstadion, Haifa Toeschouwers: 0 Scheidsrechter: Tiago Martins (POR) |
| 11 oktober UEFA Nations League Groep B2 № 801 «onderlinge duels» 21:45 uur (UTC+3) | Eran Zahavi 56' |       | 14' (e.d.) Joel Abu Hanna 48' Matěj Vydra | Sammy Oferstadion, Haifa Toeschouwers: 0 Scheidsrechter: Tiago Martins (POR) |

|                                                                                    |                |       |          |                                                                            |
| 14 oktober UEFA Nations League Groep B2 № 802 «onderlinge duels» 19:45 uur (UTC+1) | Schotland      | 1 – 0 | Tsjechië | Hampden Park, Glasgow Toeschouwers: 299 Scheidsrechter: Felix Zwayer (GER) |
| 14 oktober UEFA Nations League Groep B2 № 802 «onderlinge duels» 19:45 uur (UTC+1) | Ryan Fraser 6' |       |          | Hampden Park, Glasgow Toeschouwers: 299 Scheidsrechter: Felix Zwayer (GER) |

|                                                                          |                      |       |          |                                                                                |
| 11 november Vriendschappelijk № 803 «onderlinge duels» 20:45 uur (UTC+1) | Duitsland            | 1 – 0 | Tsjechië | Red Bull Arena, Leipzig Toeschouwers: 0 Scheidsrechter: Andris Treimanis (LAT) |
| 11 november Vriendschappelijk № 803 «onderlinge duels» 20:45 uur (UTC+1) | Luca Waldschmidt 13' |       |          | Red Bull Arena, Leipzig Toeschouwers: 0 Scheidsrechter: Andris Treimanis (LAT) |

|                                                                                     |                    |       |        |                                                                                   |
| 15 november UEFA Nations League Groep B2 № 804 «onderlinge duels» 20:45 uur (UTC+1) | Tsjechië           | 1 – 0 | Israël | Stadion města Plzně, Pilsen Toeschouwers: 0 Scheidsrechter: Srđan Jovanović (SRB) |
| 15 november UEFA Nations League Groep B2 № 804 «onderlinge duels» 20:45 uur (UTC+1) | Vladimír Darida 7' |       |        | Stadion města Plzně, Pilsen Toeschouwers: 0 Scheidsrechter: Srđan Jovanović (SRB) |

|                                                                                     |                                      |       |           |                                                                                |
| 15 november UEFA Nations League Groep B2 № 805 «onderlinge duels» 20:45 uur (UTC+1) | Tsjechië                             | 2 – 0 | Slowakije | Stadion města Plzně, Pilsen Toeschouwers: 0 Scheidsrechter: Cüneyt Çakır (TUR) |
| 15 november UEFA Nations League Groep B2 № 805 «onderlinge duels» 20:45 uur (UTC+1) | Tomáš Souček 17' Zdeněk Ondrášek 55' |       |           | Stadion města Plzně, Pilsen Toeschouwers: 0 Scheidsrechter: Cüneyt Çakır (TUR) |

### 2021
|                                                                             |                                    |       | |                                                                                          |
| 24 maart WK-kwalificatie Groep E № 806 «onderlinge duels» 20:45 uur (UTC+1) | Estland                            | 2 – 6 | Tsjechië                                                                                                | Arena Lublin, Lublin (Polen) Toeschouwers: 0 Scheidsrechter: Anastasios Papapetrou (GRE) |
| 24 maart WK-kwalificatie Groep E № 806 «onderlinge duels» 20:45 uur (UTC+1) | Rauno Sappinen 12' Henri Anier 86' |       | 18' Patrik Schick 27' Antonín Barák 32' Tomáš Souček 43' Tomáš Souček 48' Tomáš Souček 56' Jakub Jankto | Arena Lublin, Lublin (Polen) Toeschouwers: 0 Scheidsrechter: Anastasios Papapetrou (GRE) |

|                                                                             |                  |       |                   |                                                                            |
| 27 maart WK-kwalificatie Groep E № 807 «onderlinge duels» 20:45 uur (UTC+1) | Tsjechië         | 1 – 1 | België            | Sinobo Stadium, Praag Toeschouwers: 0 Scheidsrechter: William Collum (SCO) |
| 27 maart WK-kwalificatie Groep E № 807 «onderlinge duels» 20:45 uur (UTC+1) | Lukáš Provod 50' |       | 60' Romelu Lukaku | Sinobo Stadium, Praag Toeschouwers: 0 Scheidsrechter: William Collum (SCO) |

|                                                                             |                  |       |          |                                                                                    |
| 30 maart WK-kwalificatie Groep E № 808 «onderlinge duels» 19:45 uur (UTC+1) | Wales            | 1 – 0 | Tsjechië | Cardiff City Stadium, Cardiff Toeschouwers: 0 Scheidsrechter: Ovidiu Haţegan (ROU) |
| 30 maart WK-kwalificatie Groep E № 808 «onderlinge duels» 19:45 uur (UTC+1) | Daniel James 82' |       |          | Cardiff City Stadium, Cardiff Toeschouwers: 0 Scheidsrechter: Ovidiu Haţegan (ROU) |

|                                                                     |                                                                               |       |          |                                                                                          |
| 4 juni Vriendschappelijk № 809 «onderlinge duels» 20:45 uur (UTC+2) | Italië                                                                        | 4 – 0 | Tsjechië | Stadio Renato Dall'Ara, Bologna Toeschouwers: 1.000 Scheidsrechter: Lionel Tschudi (SUI) |
| 4 juni Vriendschappelijk № 809 «onderlinge duels» 20:45 uur (UTC+2) | Ciro Immobile 23' Nicolò Barella 42' Lorenzo Insigne 66' Domenico Berardi 73' |       |          | Stadio Renato Dall'Ara, Bologna Toeschouwers: 1.000 Scheidsrechter: Lionel Tschudi (SUI) |

|                                                                     |                                                          |       |                      |                                                                                |
| 8 juni Vriendschappelijk № 810 «onderlinge duels» 20:15 uur (UTC+2) | Tsjechië                                                 | 3 – 1 | Albanië              | Generali Arena, Praag Toeschouwers: 1.351 Scheidsrechter: Peter Kralović (SVK) |
| 8 juni Vriendschappelijk № 810 «onderlinge duels» 20:15 uur (UTC+2) | Patrik Schick 18' Lukáš Masopust 68' Ondřej Čelůstka 89' |       | 42' Sokol Cikalleshi | Generali Arena, Praag Toeschouwers: 1.351 Scheidsrechter: Peter Kralović (SVK) |

| EK 2020 |
| ------- |

|                                                                         |           |         |                                     | |
| 13 juni EK-eindronde Groep D № 811 «onderlinge duels» 14:00 uur (UTC+1) | Schotland | 0 – 2   | Tsjechië                            | Hampden Park, Glasgow Toeschouwers: 9.847 Scheidsrechter: Daniel Siebert (GER) Video-assistent: Marco Fritz (GER) |
| 13 juni EK-eindronde Groep D № 811 «onderlinge duels» 14:00 uur (UTC+1) |           | Verslag | 42' Patrik Schick 52' Patrik Schick | Hampden Park, Glasgow Toeschouwers: 9.847 Scheidsrechter: Daniel Siebert (GER) Video-assistent: Marco Fritz (GER) |

|                                                                         |                  |         |                          | |
| 18 juni EK-eindronde Groep D № 812 «onderlinge duels» 17:00 uur (UTC+1) | Kroatië          | 1 – 1   | Tsjechië                 | Hampden Park, Glasgow Toeschouwers: 5.607 Scheidsrechter: Carlos del Cerro Grande (ESP) Video-assistent: Juan Martínez Munuera (ESP) |
| 18 juni EK-eindronde Groep D № 812 «onderlinge duels» 17:00 uur (UTC+1) | Ivan Perišić 47' | Verslag | 37' (pen.) Patrik Schick | Hampden Park, Glasgow Toeschouwers: 5.607 Scheidsrechter: Carlos del Cerro Grande (ESP) Video-assistent: Juan Martínez Munuera (ESP) |

|                                                                         |          |         |                     | |
| 22 juni EK-eindronde Groep D № 813 «onderlinge duels» 20:00 uur (UTC+1) | Tsjechië | 0 – 1   | Engeland            | Wembley Stadium, Londen Toeschouwers: 19.104 Scheidsrechter: Artur Soares Dias (POR) Video-assistent: João Pinheiro (POR) |
| 22 juni EK-eindronde Groep D № 813 «onderlinge duels» 20:00 uur (UTC+1) |          | Verslag | 12' Raheem Sterling | Wembley Stadium, Londen Toeschouwers: 19.104 Scheidsrechter: Artur Soares Dias (POR) Video-assistent: João Pinheiro (POR) |

|                                                                                |           |         |                                   | |
| 27 juni EK-eindronde Achtste finale № 814 «onderlinge duels» 18:00 uur (UTC+2) | Nederland | 0 – 2   | Tsjechië                          | Puskás Aréna, Boedapest Toeschouwers: 52.832 Scheidsrechter: Sergej Karasjov (RUS) Video-assistent: Stuart Attwell (ENG) |
| 27 juni EK-eindronde Achtste finale № 814 «onderlinge duels» 18:00 uur (UTC+2) |           | Verslag | 68' Tomáš Holeš 80' Patrik Schick | Puskás Aréna, Boedapest Toeschouwers: 52.832 Scheidsrechter: Sergej Karasjov (RUS) Video-assistent: Stuart Attwell (ENG) |

|                                                                            |                   |         |                                      | |
| 3 juli EK-eindronde Kwartfinale № 815 «onderlinge duels» 20:00 uur (UTC+4) | Tsjechië          | 1 – 2   | Denemarken                           | Olympisch Stadion, Bakoe Toeschouwers: 16.306 Scheidsrechter: Björn Kuipers (NED) Video-assistent: Pol van Boekel (NED) |
| 3 juli EK-eindronde Kwartfinale № 815 «onderlinge duels» 20:00 uur (UTC+4) | Patrik Schick 49' | Verslag | 5' Thomas Delaney 42' Kasper Dolberg | Olympisch Stadion, Bakoe Toeschouwers: 16.306 Scheidsrechter: Björn Kuipers (NED) Video-assistent: Pol van Boekel (NED) |

|  |  |  |  |  |  |  |  |  |

|                                                                                |                   |       |             | |
| 2 september WK-kwalificatie Groep E № 816 «onderlinge duels» 20:45 uur (UTC+2) | Tsjechië          | 1 – 0 | Wit-Rusland | Městský stadion, Ostrava Toeschouwers: 7.218 Scheidsrechter: Srđan Jovanović (SRB) Video-assistent: Bastian Dankert (GER) |
| 2 september WK-kwalificatie Groep E № 816 «onderlinge duels» 20:45 uur (UTC+2) | Antonín Barák 34' |       |             | Městský stadion, Ostrava Toeschouwers: 7.218 Scheidsrechter: Srđan Jovanović (SRB) Video-assistent: Bastian Dankert (GER) |

|                                                                                |                                                          |       |          | |
| 5 september WK-kwalificatie Groep E № 817 «onderlinge duels» 20:45 uur (UTC+2) | België                                                   | 3 – 0 | Tsjechië | Koning Boudewijnstadion, Brussel Toeschouwers: 21.416 Scheidsrechter: Michael Oliver (ENG) Video-assistent: Chris Kavanagh (ENG) |
| 5 september WK-kwalificatie Groep E № 817 «onderlinge duels» 20:45 uur (UTC+2) | Romelu Lukaku 8' Eden Hazard 41' Alexis Saelemaekers 65' |       |          | Koning Boudewijnstadion, Brussel Toeschouwers: 21.416 Scheidsrechter: Michael Oliver (ENG) Video-assistent: Chris Kavanagh (ENG) |

|                                                                          |                   |       |                       |                                                                                   |
| 8 september Vriendschappelijk № 818 «onderlinge duels» 20:45 uur (UTC+2) | Tsjechië          | 1 – 1 | Oekraïne              | Stadion města Plzně, Pilsen Toeschouwers: 5.231 Scheidsrechter: Filip Glova (SVK) |
| 8 september Vriendschappelijk № 818 «onderlinge duels» 20:45 uur (UTC+2) | Matěj Vydra 90+4' |       | 27' Viktor Kornijenko | Stadion města Plzně, Pilsen Toeschouwers: 5.231 Scheidsrechter: Filip Glova (SVK) |

|                                                                              |                                       |       |                                   | |
| 8 oktober WK-kwalificatie Groep E № 819 «onderlinge duels» 20:45 uur (UTC+2) | Tsjechië                              | 2 – 2 | Wales                             | Sinobo Stadium, Praag Toeschouwers: 16.856 Scheidsrechter: Deniz Aytekin (GER) Video-assistent: Felix Zwayer (GER) |
| 8 oktober WK-kwalificatie Groep E № 819 «onderlinge duels» 20:45 uur (UTC+2) | Jakub Pešek 38' Danny Ward 49' (e.d.) |       | 36' Aaron Ramsey 69' Daniel James | Sinobo Stadium, Praag Toeschouwers: 16.856 Scheidsrechter: Deniz Aytekin (GER) Video-assistent: Felix Zwayer (GER) |

|                                                                               |             |                                   |          | |
| 11 oktober WK-kwalificatie Groep E № 820 «onderlinge duels» 21:45 uur (UTC+3) | Wit-Rusland | 0 – 2                             | Tsjechië | Centraalstadion, Kazan (Rusland) Toeschouwers: 0 Scheidsrechter: François Letexier (FRA) Video-assistent: Willy Delajod (FRA) |
| 11 oktober WK-kwalificatie Groep E № 820 «onderlinge duels» 21:45 uur (UTC+3) |             | 22' Patrik Schick 65' Adam Hložek |          | Centraalstadion, Kazan (Rusland) Toeschouwers: 0 Scheidsrechter: François Letexier (FRA) Video-assistent: Willy Delajod (FRA) |

|                                                                          | |       |         |                                                                                  |
| 11 november Vriendschappelijk № 821 «onderlinge duels» 18:30 uur (UTC+1) | Tsjechië | 7 – 0 | Koeweit | Andrův stadion, Olomouc Toeschouwers: 5.367 Scheidsrechter: Peter Kralović (SVK) |
| 11 november Vriendschappelijk № 821 «onderlinge duels» 18:30 uur (UTC+1) | Antonín Barák 28' Jakub Pešek 45' Jakub Pešek 46' Tomáš Souček 57' Filip Novák 60' Jan Sýkora 83' Jan Sýkora 88' |       |         | Andrův stadion, Olomouc Toeschouwers: 5.367 Scheidsrechter: Peter Kralović (SVK) |

|                                                                                |                                 |       |         | |
| 16 november WK-kwalificatie Groep E № 822 «onderlinge duels» 20:45 uur (UTC+1) | Tsjechië                        | 2 – 0 | Estland | Generali Arena, Praag Toeschouwers: 11.354 Scheidsrechter: Orel Grinfeeld (ISR) Video-assistent: Roi Reinshreiber (ISR) |
| 16 november WK-kwalificatie Groep E № 822 «onderlinge duels» 20:45 uur (UTC+1) | Jakub Brabec 59' Jan Sýkora 85' |       |         | Generali Arena, Praag Toeschouwers: 11.354 Scheidsrechter: Orel Grinfeeld (ISR) Video-assistent: Roi Reinshreiber (ISR) |

### 2022
|                                                                               |                    |              |          | |
| 24 maart WK-kwalificatie Play-offs № 823 «onderlinge duels» 20:45 uur (UTC+1) | Zweden             | 1 – 0 (n.v.) | Tsjechië | Friends Arena, Solna Toeschouwers: 50.628 Scheidsrechter: Michael Oliver (ENG) Video-assistent: Chris Kavanagh (ENG) |
| 24 maart WK-kwalificatie Play-offs № 823 «onderlinge duels» 20:45 uur (UTC+1) | Robin Quaison 110' |              |          | Friends Arena, Solna Toeschouwers: 50.628 Scheidsrechter: Michael Oliver (ENG) Video-assistent: Chris Kavanagh (ENG) |

|                                                                       |                   |       |                  |                                                                                       |
| 29 maart Vriendschappelijk № 824 «onderlinge duels» 19:45 uur (UTC+1) | Wales             | 1 – 1 | Tsjechië         | Cardiff City Stadium, Cardiff Toeschouwers: 12.900 Scheidsrechter: Paul Tierney (ENG) |
| 29 maart Vriendschappelijk № 824 «onderlinge duels» 19:45 uur (UTC+1) | Rubin Colwill 34' |       | 32' Tomáš Souček | Cardiff City Stadium, Cardiff Toeschouwers: 12.900 Scheidsrechter: Paul Tierney (ENG) |

|                                                                                |                                       |       |                 | |
| 2 juni UEFA Nations League Groep A2 № 825 «onderlinge duels» 20:45 uur (UTC+2) | Tsjechië                              | 2 – 1 | Zwitserland     | Sinobo Stadium, Praag Toeschouwers: 12.236 Scheidsrechter: Daniel Siebert (GER) Video-assistent: Marco Fritz (GER) |
| 2 juni UEFA Nations League Groep A2 № 825 «onderlinge duels» 20:45 uur (UTC+2) | Jan Kuchta 11' Djibril Sow 58' (e.d.) |       | 44' Noah Okafor | Sinobo Stadium, Praag Toeschouwers: 12.236 Scheidsrechter: Daniel Siebert (GER) Video-assistent: Marco Fritz (GER) |

|                                                                                |                               |       |                               | |
| 5 juni UEFA Nations League Groep A2 № 826 «onderlinge duels» 20:45 uur (UTC+2) | Tsjechië                      | 2 – 2 | Spanje                        | Sinobo Stadium, Praag Toeschouwers: 18.245 Scheidsrechter: François Letexier (FRA) Video-assistent: Willy Delajod (FRA) |
| 5 juni UEFA Nations League Groep A2 № 826 «onderlinge duels» 20:45 uur (UTC+2) | Jakub Pešek 4' Jan Kuchta 66' |       | 45+3' Gavi 90' Iñigo Martínez | Sinobo Stadium, Praag Toeschouwers: 18.245 Scheidsrechter: François Letexier (FRA) Video-assistent: Willy Delajod (FRA) |

|                                                                                |                                     |       |          | |
| 9 juni UEFA Nations League Groep A2 № 827 «onderlinge duels» 19:45 uur (UTC+1) | Portugal                            | 2 – 0 | Tsjechië | Estádio José Alvalade, Lissabon Toeschouwers: 44.100 Scheidsrechter: Matej Jug (SVN) Video-assistent: Rade Obrenovič (SVN) |
| 9 juni UEFA Nations League Groep A2 № 827 «onderlinge duels» 19:45 uur (UTC+1) | João Cancelo 33' Gonçalo Guedes 38' |       |          | Estádio José Alvalade, Lissabon Toeschouwers: 44.100 Scheidsrechter: Matej Jug (SVN) Video-assistent: Rade Obrenovič (SVN) |

|                                                                                 |                                    |       |          | |
| 12 juni UEFA Nations League Groep A2 № 828 «onderlinge duels» 20:45 uur (UTC+2) | Spanje                             | 2 – 0 | Tsjechië | Estadio La Rosaleda, Málaga Toeschouwers: 30.389 Scheidsrechter: Cüneyt Çakır (TUR) Video-assistent: Abdulkadir Bitigen (TUR) |
| 12 juni UEFA Nations League Groep A2 № 828 «onderlinge duels» 20:45 uur (UTC+2) | Carlos Soler 24' Pablo Sarabia 75' |       |          | Estadio La Rosaleda, Málaga Toeschouwers: 30.389 Scheidsrechter: Cüneyt Çakır (TUR) Video-assistent: Abdulkadir Bitigen (TUR) |

|                                                                                      |          |                                                                      |          | |
| 24 september UEFA Nations League Groep A2 № 829 «onderlinge duels» 20:45 uur (UTC+2) | Tsjechië | 0 – 4                                                                | Portugal | Sinobo Stadium, Praag Toeschouwers: 19.322 Scheidsrechter: Srđan Jovanović (SRB) Video-assistent: Bastian Dankert (GER) |
| 24 september UEFA Nations League Groep A2 № 829 «onderlinge duels» 20:45 uur (UTC+2) |          | 33' Diogo Dalot 45+2' Bruno Fernandes 52' Diogo Dalot 82' Diogo Jota |          | Sinobo Stadium, Praag Toeschouwers: 19.322 Scheidsrechter: Srđan Jovanović (SRB) Video-assistent: Bastian Dankert (GER) |

|                                                                                      |                                   |       |                   | |
| 27 september UEFA Nations League Groep A2 № 830 «onderlinge duels» 20:45 uur (UTC+2) | Zwitserland                       | 2 – 1 | Tsjechië          | Kybunpark, Sankt Gallen Toeschouwers: 13.353 Scheidsrechter: Irfan Peljto (BIH) Video-assistent: Marco Guida (ITA) |
| 27 september UEFA Nations League Groep A2 № 830 «onderlinge duels» 20:45 uur (UTC+2) | Remo Freuler 29' Breel Embolo 30' |       | 45' Patrik Schick | Kybunpark, Sankt Gallen Toeschouwers: 13.353 Scheidsrechter: Irfan Peljto (BIH) Video-assistent: Marco Guida (ITA) |

|                                                                          |                                                                                              |       |         |                                                                                 |
| 16 november Vriendschappelijk № 831 «onderlinge duels» 18:00 uur (UTC+1) | Tsjechië                                                                                     | 5 – 0 | Faeröer | Andrův stadion, Olomouc Toeschouwers: 10.762 Scheidsrechter: Martin Dohál (SVK) |
| 16 november Vriendschappelijk № 831 «onderlinge duels» 18:00 uur (UTC+1) | Mojmír Chytil 13' Mojmír Chytil 19' Mojmír Chytil 23' Václav Černý 42' Patrizio Stronati 76' |       |         | Andrův stadion, Olomouc Toeschouwers: 10.762 Scheidsrechter: Martin Dohál (SVK) |

|                                                                          |                                    |       |                  |                                                                                    |
| 19 november Vriendschappelijk № 832 «onderlinge duels» 20:00 uur (UTC+3) | Turkije                            | 2 – 1 | Tsjechië         | Kalyonstadion, Gaziantep Toeschouwers: 30.400 Scheidsrechter: William Collum (SCO) |
| 19 november Vriendschappelijk № 832 «onderlinge duels» 20:00 uur (UTC+3) | Enes Ünal 31' Hakan Çalhanoğlu 70' |       | 56' Václav Černý | Kalyonstadion, Gaziantep Toeschouwers: 30.400 Scheidsrechter: William Collum (SCO) |

### 2023
|                                                                             |                                                     |       |                      | |
| 24 maart EK-kwalificatie Groep E № 833 «onderlinge duels» 20:45 uur (UTC+1) | Tsjechië                                            | 3 – 1 | Polen                | Fortuna arena, Praag Toeschouwers: 19.045 Scheidsrechter: Anastasios Sidiropoulos (GRE) Video-assistent: Aggelos Evangelou (GRE) |
| 24 maart EK-kwalificatie Groep E № 833 «onderlinge duels» 20:45 uur (UTC+1) | Ladislav Krejčí 1' Tomáš Čvančara 3' Jan Kuchta 64' |       | 87' Damian Szymański | Fortuna arena, Praag Toeschouwers: 19.045 Scheidsrechter: Anastasios Sidiropoulos (GRE) Video-assistent: Aggelos Evangelou (GRE) |

|                                                                             |          |       |          | |
| 27 maart EK-kwalificatie Groep E № 834 «onderlinge duels» 21:45 uur (UTC+3) | Moldavië | 0 – 0 | Tsjechië | Zimbrustadion, Chisinau Toeschouwers: 9.831 Scheidsrechter: Daniel Schlager (GER) Video-assistent: Sascha Stegemann (GER) |
| 27 maart EK-kwalificatie Groep E № 834 «onderlinge duels» 21:45 uur (UTC+3) |          |       |          | Zimbrustadion, Chisinau Toeschouwers: 9.831 Scheidsrechter: Daniel Schlager (GER) Video-assistent: Sascha Stegemann (GER) |

|                                                                            |         |                                                       |          | |
| 17 juni EK-kwalificatie Groep E № 835 «onderlinge duels» 19:45 uur (UTC+1) | Faeröer | 0 – 3                                                 | Tsjechië | Tórsvøllur, Tórshavn Toeschouwers: 2.232 Scheidsrechter: Arda Kardeşler (TUR) Video-assistent: Abdulkadir Bitigen (TUR) |
| 17 juni EK-kwalificatie Groep E № 835 «onderlinge duels» 19:45 uur (UTC+1) |         | 15' Ladislav Krejčí 44' Václav Černý 75' Václav Černý |          | Tórsvøllur, Tórshavn Toeschouwers: 2.232 Scheidsrechter: Arda Kardeşler (TUR) Video-assistent: Abdulkadir Bitigen (TUR) |

|                                                                      |                  |       |                                                                       |                                                                                             |
| 20 juni Vriendschappelijk № 836 «onderlinge duels» 18:00 uur (UTC+2) | Montenegro       | 1 – 4 | Tsjechië                                                              | Pod Goricomstadion, Podgorica Toeschouwers: 1.792 Scheidsrechter: Matthew De Gabriele (MLT) |
| 20 juni Vriendschappelijk № 836 «onderlinge duels» 18:00 uur (UTC+2) | Driton Camaj 66' |       | 28' Mojmír Chytil 57' Michal Sadílek 76' Lukáš Provod 85' Adam Hložek | Pod Goricomstadion, Podgorica Toeschouwers: 1.792 Scheidsrechter: Matthew De Gabriele (MLT) |

|                                                                                |                  |       |                   | |
| 7 september EK-kwalificatie Groep E № 837 «onderlinge duels» 20:45 uur (UTC+2) | Tsjechië         | 1 – 1 | Albanië           | Fortuna arena, Praag Toeschouwers: 18.641 Scheidsrechter: Anthony Taylor (ENG) Video-assistent: Darren England (ENG) |
| 7 september EK-kwalificatie Groep E № 837 «onderlinge duels» 20:45 uur (UTC+2) | Václav Černý 56' |       | 66' Nedim Bajrami | Fortuna arena, Praag Toeschouwers: 18.641 Scheidsrechter: Anthony Taylor (ENG) Video-assistent: Darren England (ENG) |

|                                                                           |                   |       |                    | |
| 10 september Vriendschappelijk № 838 «onderlinge duels» 18:00 uur (UTC+2) | Hongarije         | 1 – 1 | Tsjechië           | Puskás Aréna, Boedapest Toeschouwers: 55.000 Scheidsrechter: Igor Pajač (CRO) Video-assistent: Ante Culjak (CRO) |
| 10 september Vriendschappelijk № 838 «onderlinge duels» 18:00 uur (UTC+2) | Roland Sallai 52' |       | 63' Václav Jurečka | Puskás Aréna, Boedapest Toeschouwers: 55.000 Scheidsrechter: Igor Pajač (CRO) Video-assistent: Ante Culjak (CRO) |

|                                                                               |                                                      |       |          | |
| 12 oktober EK-kwalificatie Groep E № 839 «onderlinge duels» 20:45 uur (UTC+2) | Albanië                                              | 3 – 0 | Tsjechië | Air Albaniastadion, Tirana Toeschouwers: 20.917 Scheidsrechter: Danny Makkelie (NED) Video-assistent: Rob Dieperink (NED) |
| 12 oktober EK-kwalificatie Groep E № 839 «onderlinge duels» 20:45 uur (UTC+2) | Jasir Asani 9' Taulant Seferi 51' Taulant Seferi 73' |       |          | Air Albaniastadion, Tirana Toeschouwers: 20.917 Scheidsrechter: Danny Makkelie (NED) Video-assistent: Rob Dieperink (NED) |

|                                                                               |                         |       |         | |
| 15 oktober EK-kwalificatie Groep E № 840 «onderlinge duels» 18:00 uur (UTC+2) | Tsjechië                | 1 – 0 | Faeröer | Stadion města Plzně, Pilsen Toeschouwers: 9.115 Scheidsrechter: Rohit Saggi (NOR) Video-assistent: Clay Ruperti (NED) |
| 15 oktober EK-kwalificatie Groep E № 840 «onderlinge duels» 18:00 uur (UTC+2) | Tomáš Souček 76' (pen.) |       |         | Stadion města Plzně, Pilsen Toeschouwers: 9.115 Scheidsrechter: Rohit Saggi (NOR) Video-assistent: Clay Ruperti (NED) |

|                                                                                |                      |       |                  | |
| 17 november EK-kwalificatie Groep E № 841 «onderlinge duels» 20:45 uur (UTC+1) | Polen                | 1 – 1 | Tsjechië         | Nationaal Stadion, Warschau Toeschouwers: 56.310 Scheidsrechter: Daniele Orsato (ITA) Video-assistent: Massimiliano Irrati (ITA) |
| 17 november EK-kwalificatie Groep E № 841 «onderlinge duels» 20:45 uur (UTC+1) | Jakub Piotrowski 38' |       | 49' Tomáš Souček | Nationaal Stadion, Warschau Toeschouwers: 56.310 Scheidsrechter: Daniele Orsato (ITA) Video-assistent: Massimiliano Irrati (ITA) |

|                                                                                |                                                    |       |          | |
| 20 november EK-kwalificatie Groep E № 842 «onderlinge duels» 20:45 uur (UTC+1) | Tsjechië                                           | 3 – 0 | Moldavië | Andrův stadion, Olomouc Toeschouwers: 11.653 Scheidsrechter: Sandro Schärer (SUI) Video-assistent: Maurizio Mariani (ITA) |
| 20 november EK-kwalificatie Groep E № 842 «onderlinge duels» 20:45 uur (UTC+1) | David Douděra 14' Tomáš Chorý 72' Tomáš Souček 90' |       |          | Andrův stadion, Olomouc Toeschouwers: 11.653 Scheidsrechter: Sandro Schärer (SUI) Video-assistent: Maurizio Mariani (ITA) |

### 2024
|                                                                       |                |       |                                  | |
| 22 maart Vriendschappelijk № 843 «onderlinge duels» 18:00 uur (UTC+1) | Noorwegen      | 1 – 2 | Tsjechië                         | Ullevaalstadion, Oslo Toeschouwers: 11.891 Scheidsrechter: Willy Delajod (FRA) Video-assistent: Pierre Gaillouste (FRA) |
| 22 maart Vriendschappelijk № 843 «onderlinge duels» 18:00 uur (UTC+1) | Oscar Bobb 20' |       | 37' David Zima 85' Antonín Barák | Ullevaalstadion, Oslo Toeschouwers: 11.891 Scheidsrechter: Willy Delajod (FRA) Video-assistent: Pierre Gaillouste (FRA) |

|                                                                       |                                       |       |                    |                                                                                             |
| 26 maart Vriendschappelijk № 844 «onderlinge duels» 20:00 uur (UTC+1) | Tsjechië                              | 2 – 1 | Armenië            | Stadion Sparty na Letné, Praag Toeschouwers: 16.158 Scheidsrechter: Julian Weinberger (AUT) |
| 26 maart Vriendschappelijk № 844 «onderlinge duels» 20:00 uur (UTC+1) | Ladislav Krejčí 45+1' Tomáš Chorý 77' |       | 14' Edgar Sevikjan | Stadion Sparty na Letné, Praag Toeschouwers: 16.158 Scheidsrechter: Julian Weinberger (AUT) |

|                                                                     | |       |                |                                                                                        |
| 7 juni Vriendschappelijk № 845 «onderlinge duels» 18:00 uur (UTC+2) | Tsjechië | 7 – 1 | Malta          | Greisbergers Betten-Arena, Grödig Toeschouwers: 250 Scheidsrechter: Stefan Ebner (AUT) |
| 7 juni Vriendschappelijk № 845 «onderlinge duels» 18:00 uur (UTC+2) | Antonín Barák 6' Mojmír Chytil 44' David Jurásek 48' Mojmír Chytil 57' Ondřej Lingr 71' Matěj Jurásek 85' Václav Černý 89' |       | 59' Paul Mbong | Greisbergers Betten-Arena, Grödig Toeschouwers: 250 Scheidsrechter: Stefan Ebner (AUT) |

|                                                                      |                                                     |       |                 |                                                                                          |
| 10 juni Vriendschappelijk № 846 «onderlinge duels» 18:00 uur (UTC+2) | Tsjechië                                            | 2 – 1 | Noord-Macedonië | Malšovická aréna, Hradec Králové Toeschouwers: 8.864 Scheidsrechter: Michal Očenáš (SVK) |
| 10 juni Vriendschappelijk № 846 «onderlinge duels» 18:00 uur (UTC+2) | Patrik Schick 60' (pen.) Antonín Barák 90+9' (pen.) |       | 65' Isnik Alimi | Malšovická aréna, Hradec Králové Toeschouwers: 8.864 Scheidsrechter: Michal Očenáš (SVK) |

| EK 2024 |
| ------- |

|                                                                         |                                                   |       |                  | |
| 18 juni EK-eindronde Groep F № 847 «onderlinge duels» 21:00 uur (UTC+2) | Portugal                                          | 2 – 1 | Tsjechië         | Red Bull Arena, Leipzig Toeschouwers: 38.421 Scheidsrechter: Marco Guida (ITA) Video-assistent: Massimiliano Irrati (ITA) |
| 18 juni EK-eindronde Groep F № 847 «onderlinge duels» 21:00 uur (UTC+2) | Robin Hranáč 69' (e.d.) Francisco Conceição 90+2' |       | 62' Lukáš Provod | Red Bull Arena, Leipzig Toeschouwers: 38.421 Scheidsrechter: Marco Guida (ITA) Video-assistent: Massimiliano Irrati (ITA) |

|                                                                         |                                 |       |                   | |
| 22 juni EK-eindronde Groep F № 848 «onderlinge duels» 15:00 uur (UTC+2) | Georgië                         | 1 – 1 | Tsjechië          | Volksparkstadion, Hamburg Toeschouwers: 46.524 Scheidsrechter: Daniel Siebert (GER) Video-assistent: Marco Fritz (GER) |
| 22 juni EK-eindronde Groep F № 848 «onderlinge duels» 15:00 uur (UTC+2) | Georges Mikautadze 45+4' (pen.) |       | 59' Patrik Schick | Volksparkstadion, Hamburg Toeschouwers: 46.524 Scheidsrechter: Daniel Siebert (GER) Video-assistent: Marco Fritz (GER) |

|                                                                         |                  |       |                                       | |
| 26 juni EK-eindronde Groep F № 849 «onderlinge duels» 21:00 uur (UTC+2) | Tsjechië         | 1 – 2 | Turkije                               | Volksparkstadion, Hamburg Toeschouwers: 47.683 Scheidsrechter: István Kovács (ROU) Video-assistent: Tomasz Kwiatkowski (POL) |
| 26 juni EK-eindronde Groep F № 849 «onderlinge duels» 21:00 uur (UTC+2) | Tomáš Souček 66' |       | 51' Hakan Çalhanoğlu 90+4' Cenk Tosun | Volksparkstadion, Hamburg Toeschouwers: 47.683 Scheidsrechter: István Kovács (ROU) Video-assistent: Tomasz Kwiatkowski (POL) |

|  |  |  |  |  |  |  |  |  |

|                                                                                     | |       |                   | |
| 7 september UEFA Nations League Groep B1 № 850 «onderlinge duels» 20:00 uur (UTC+4) | Georgië | 4 – 1 | Tsjechië          | Micheil Meschistadion, Tbilisi Toeschouwers: 20.401 Scheidsrechter: Orel Grinfeeld (ISR) Video-assistent: Ziv Adler (ISR) |
| 7 september UEFA Nations League Groep B1 № 850 «onderlinge duels» 20:00 uur (UTC+4) | Chvitsja Kvaratschelia 33' (pen.) Giorgi Tsjakvetadze 53' Georges Mikautadze 63' Giorgi Kotsjorasjvili 66' |       | 80' Lukáš Kalvach | Micheil Meschistadion, Tbilisi Toeschouwers: 20.401 Scheidsrechter: Orel Grinfeeld (ISR) Video-assistent: Ziv Adler (ISR) |

|                                                                                      |                                                         |       |                                          | |
| 10 september UEFA Nations League Groep B1 № 851 «onderlinge duels» 20:45 uur (UTC+2) | Tsjechië                                                | 3 – 2 | Oekraïne                                 | Fortuna arena, Praag Toeschouwers: 18.722 Scheidsrechter: John Beaton (SCO) Video-assistent: Andrew Dallas (SCO) |
| 10 september UEFA Nations League Groep B1 № 851 «onderlinge duels» 20:45 uur (UTC+2) | Pavel Šulc 21' Pavel Šulc 45+2' Tomáš Souček 80' (pen.) |       | 37' Vladyslav Vanat 84' Heorhij Soedakov | Fortuna arena, Praag Toeschouwers: 18.722 Scheidsrechter: John Beaton (SCO) Video-assistent: Andrew Dallas (SCO) |

|                                                                                    |                                |       |         | |
| 11 oktober UEFA Nations League Groep B1 № 852 «onderlinge duels» 20:45 uur (UTC+2) | Tsjechië                       | 2 – 0 | Albanië | Stadion Sparty na Letné, Praag Toeschouwers: 17.823 Scheidsrechter: Benoît Bastien (FRA) Video-assistent: Benoît Millot (FRA) |
| 11 oktober UEFA Nations League Groep B1 № 852 «onderlinge duels» 20:45 uur (UTC+2) | Tomáš Chorý 3' Tomáš Chorý 63' |       |         | Stadion Sparty na Letné, Praag Toeschouwers: 17.823 Scheidsrechter: Benoît Bastien (FRA) Video-assistent: Benoît Millot (FRA) |

|                                                                                    |                         |       |                | |
| 14 oktober UEFA Nations League Groep B1 № 853 «onderlinge duels» 20:45 uur (UTC+2) | Oekraïne                | 1 – 1 | Tsjechië       | Stadion Miejski, Wrocław (Polen) Toeschouwers: 14.734 Scheidsrechter: Guillermo Cuadra Fernández (ESP) Video-assistent: José Munuera Montero (ESP) |
| 14 oktober UEFA Nations League Groep B1 № 853 «onderlinge duels» 20:45 uur (UTC+2) | Artem Dovbyk 53' (pen.) |       | 18' Lukáš Červ | Stadion Miejski, Wrocław (Polen) Toeschouwers: 14.734 Scheidsrechter: Guillermo Cuadra Fernández (ESP) Video-assistent: José Munuera Montero (ESP) |

|                                                                                     |         |       |          | |
| 16 november UEFA Nations League Groep B1 № 854 «onderlinge duels» 20:45 uur (UTC+1) | Albanië | 0 – 0 | Tsjechië | Air Albaniastadion, Tirana Toeschouwers: 20.800 Scheidsrechter: Sandro Schärer (SUI) Video-assistent: Fedayi San (SUI) |
| 16 november UEFA Nations League Groep B1 № 854 «onderlinge duels» 20:45 uur (UTC+1) |         |       |          | Air Albaniastadion, Tirana Toeschouwers: 20.800 Scheidsrechter: Sandro Schärer (SUI) Video-assistent: Fedayi San (SUI) |

|                                                                                     |                               |       |                        | |
| 19 november UEFA Nations League Groep B1 № 855 «onderlinge duels» 20:45 uur (UTC+1) | Tsjechië                      | 2 – 1 | Georgië                | Andrův stadion, Olomouc Toeschouwers: 12.221 Scheidsrechter: Anastasios Papapetrou (GRE) Video-assistent: Angelos Evangelou (GRE) |
| 19 november UEFA Nations League Groep B1 № 855 «onderlinge duels» 20:45 uur (UTC+1) | Pavel Šulc 3' Adam Hložek 24' |       | 60' Georges Mikautadze | Andrův stadion, Olomouc Toeschouwers: 12.221 Scheidsrechter: Anastasios Papapetrou (GRE) Video-assistent: Angelos Evangelou (GRE) |

### 2025
|                                                                             |                                     |       |                      | |
| 22 maart WK-kwalificatie Groep L № 856 «onderlinge duels» 20:45 uur (UTC+1) | Tsjechië                            | 2 – 1 | Faeröer              | Malšovická aréna, Hradec Králové Toeschouwers: 8.978 Scheidsrechter: Rade Obrenovič (SVN) Video-assistent: Daniele Doveri (ITA) |
| 22 maart WK-kwalificatie Groep L № 856 «onderlinge duels» 20:45 uur (UTC+1) | Patrik Schick 25' Patrik Schick 85' |       | 83' Gunnar Vatnhamar | Malšovická aréna, Hradec Králové Toeschouwers: 8.978 Scheidsrechter: Rade Obrenovič (SVN) Video-assistent: Daniele Doveri (ITA) |

|                                                                             |           |                                                                     |          | |
| 25 maart WK-kwalificatie Groep L № 857 «onderlinge duels» 20:45 uur (UTC+1) | Gibraltar | 0 – 4                                                               | Tsjechië | Estádio Algarve, Loulé Toeschouwers: 583 Scheidsrechter: Horațiu Feșnic (ROU) Video-assistent: Ovidiu Haţegan (ROU) |
| 25 maart WK-kwalificatie Groep L № 857 «onderlinge duels» 20:45 uur (UTC+1) |           | 21' Václav Černý 50' Patrik Schick 72' Pavel Šulc 90+5' Jan Kliment |          | Estádio Algarve, Loulé Toeschouwers: 583 Scheidsrechter: Horațiu Feșnic (ROU) Video-assistent: Ovidiu Haţegan (ROU) |

|                                                                           |                                   |       |            | |
| 6 juni WK-kwalificatie Groep L № 858 «onderlinge duels» 20:45 uur (UTC+2) | Tsjechië                          | 2 – 0 | Montenegro | Stadion města Plzně, Pilsen Toeschouwers: 10.889 Scheidsrechter: Serdar Gözübüyük (NED) Video-assistent: Pol van Boekel (NED) |
| 6 juni WK-kwalificatie Groep L № 858 «onderlinge duels» 20:45 uur (UTC+2) | Adam Hložek 23' Patrik Schick 65' |       |            | Stadion města Plzně, Pilsen Toeschouwers: 10.889 Scheidsrechter: Serdar Gözübüyük (NED) Video-assistent: Pol van Boekel (NED) |

|                                                                           |         |   |          | |
| 9 juni WK-kwalificatie Groep L № 859 «onderlinge duels» 20:45 uur (UTC+2) | Kroatië | – | Tsjechië | Opus Arena, Osijek Toeschouwers: n.n.b. Scheidsrechter: Jesús Gil Manzano (ESP) Video-assistent: Juan Martínez Munuera (ESP) |
| 9 juni WK-kwalificatie Groep L № 859 «onderlinge duels» 20:45 uur (UTC+2) |         |   |          | Opus Arena, Osijek Toeschouwers: n.n.b. Scheidsrechter: Jesús Gil Manzano (ESP) Video-assistent: Juan Martínez Munuera (ESP) |

|                                                                                |            |   |          |                                                    |
| 5 september WK-kwalificatie Groep L № 860 «onderlinge duels» 20:45 uur (UTC+2) | Montenegro | – | Tsjechië | n.n.b. Toeschouwers: n.n.b. Scheidsrechter: n.n.b. |
| 5 september WK-kwalificatie Groep L № 860 «onderlinge duels» 20:45 uur (UTC+2) |            |   |          | n.n.b. Toeschouwers: n.n.b. Scheidsrechter: n.n.b. |

|                                                                              |          |   |         |                                                    |
| 9 oktober WK-kwalificatie Groep L № 861 «onderlinge duels» 20:45 uur (UTC+2) | Tsjechië | – | Kroatië | n.n.b. Toeschouwers: n.n.b. Scheidsrechter: n.n.b. |
| 9 oktober WK-kwalificatie Groep L № 861 «onderlinge duels» 20:45 uur (UTC+2) |          |   |         | n.n.b. Toeschouwers: n.n.b. Scheidsrechter: n.n.b. |

|                                                                               |         |   |          |                                                    |
| 12 oktober WK-kwalificatie Groep L № 862 «onderlinge duels» 17:00 uur (UTC+1) | Faeröer | – | Tsjechië | n.n.b. Toeschouwers: n.n.b. Scheidsrechter: n.n.b. |
| 12 oktober WK-kwalificatie Groep L № 862 «onderlinge duels» 17:00 uur (UTC+1) |         |   |          | n.n.b. Toeschouwers: n.n.b. Scheidsrechter: n.n.b. |

|                                                                                |          |   |           |                                                    |
| 17 november WK-kwalificatie Groep L № 863 «onderlinge duels» 20:45 uur (UTC+1) | Tsjechië | – | Gibraltar | n.n.b. Toeschouwers: n.n.b. Scheidsrechter: n.n.b. |
| 17 november WK-kwalificatie Groep L № 863 «onderlinge duels» 20:45 uur (UTC+1) |          |   |           | n.n.b. Toeschouwers: n.n.b. Scheidsrechter: n.n.b. |

FAČR · A-internationals · Bondscoaches · Selecties · Statistieken · Tsjechisch vrouwenelftal · Olympisch elftal · Tsjechië U21 · Tsjechië U20 · Tsjechië U19 · Tsjechië U18 · Tsjechië U17 · Tsjechië U16
EK 1996 · 
EK 2000 · 
EK 2004 · 
EK 2008 · 
EK 2012 · 
EK 2016 · 
EK 2020
WK 1998 · 
WK 2002 · 
WK 2006 · 
WK 2010 · 
WK 2014 · 
WK 2018 · 
WK 2022
OS 2000
1906 · 1907 · 1908 · 1909 – 1938 · 1939 · 1940 – 1993 · 1994 · 1995 · 1996 · 1997 · 1998 · 1999 · 2000 · 2001 · 2002 · 2003 · 2004 · 2005 · 2006 · 2007 · 2008 · 2009 · 2010 · 2011 · 2012 · 2013 · 2014 · 2015 · 2016 · 2017 · 2018 · 2019 · 2020 · 2021 · 2022 · 2023 · 2024 · 2025
Albanië ·
Andorra ·
Armenië ·
Australië ·
Azerbeidzjan ·
België ·
Bosnië en Herzegovina ·
Brazilië ·
Bulgarije ·
Canada ·
China ·
Costa Rica ·
Cyprus ·
Denemarken ·
Duitsland ·
Engeland ·
Estland ·
Faeröer ·
Finland ·
Frankrijk ·
Georgië ·
Ghana ·
Gibraltar ·
Griekenland ·
Hongarije ·
Ierland ·
IJsland ·
Israël ·
Italië ·
Japan ·
Joegoslavië ·
Kazachstan ·
Koeweit ·
Kosovo ·
Kroatië ·
Letland ·
Libanon ·
Liechtenstein ·
Litouwen ·
Luxemburg ·
Malta ·
Marokko ·
Mexico ·
Moldavië ·
Montenegro ·
Nederland ·
Nigeria ·
Noord-Ierland ·
Noord-Macedonië ·
Noorwegen ·
Oekraïne ·
Oostenrijk ·
Paraguay ·
Peru ·
Polen ·
Portugal ·
Qatar ·
Roemenië ·
Rusland ·
San Marino ·
Saoedi-Arabië ·
Schotland ·
Servië ·
Slovenië ·
Slowakije ·
Spanje ·
Trinidad en Tobago ·
Turkije ·
Uruguay ·
Verenigde Arabische Emiraten ·
Verenigde Staten ·
Wales ·
Wit-Rusland ·
Zuid-Afrika ·
Zuid-Korea ·
Zweden ·
Zwitserland
Denemarken (2021) · 
Duitsland (1996, 2) · 
Engeland (2021) · 
Ghana (2006) · 
Griekenland (2012) · 
Italië (2006) · 
Kroatië (2016) · 
Kroatië (2021) · 
Nederland (2021) · 
Polen (2012) · 
Portugal (2008) · 
Portugal (2012) · 
Rusland (2012) · 
Schotland (2021) · 
Spanje (2016) · 
Turkije (2008) · 
Verenigde Staten (2006) ·
Zwitserland (2008)
CONMEBOL: Argentinië · Bolivia · Brazilië · Chili · Colombia · Ecuador · Paraguay · Peru · Uruguay · Venezuela

UEFA: Albanië · Andorra · Armenië · Azerbeidzjan · België · Bosnië en Herzegovina · Bulgarije · Cyprus · Denemarken · Duitsland · Engeland · Estland · Faeröer · Finland · Frankrijk · Georgië · Gibraltar · Griekenland · Hongarije · IJsland · Ierland · Israël · Italië · Kazachstan · Kosovo · Kroatië · Letland · Liechtenstein · Litouwen · Luxemburg · Malta · Moldavië · Montenegro · Nederland · Noord-Ierland · Noord-Macedonië · Noorwegen · Oekraïne · Oostenrijk · Polen · Portugal · Roemenië · Rusland · San Marino · Schotland · Servië · Slovenië · Slowakije · Spanje · Tsjechië · Turkije · Wales · Wit-Rusland · Zweden · Zwitserland

AFC: Australië · China · Irak · Iran · Japan · Libanon · Oezbekistan · Oman · Qatar · Saoedi-Arabië · Syrië · Verenigde Arabische Emiraten · Vietnam · Zuid-Korea

CAF: Algerije · Burkina Faso · Congo-Kinshasa · Egypte · Ghana · Ivoorkust · Kaapverdië · Kameroen · Mali · Marokko · Nigeria · Senegal · Tunesië · Zuid-Afrika

CONCACAF: Canada · Costa Rica · Curaçao · El Salvador · Honduras · Jamaica · Mexico · Panama · Suriname · Verenigde Staten

OFC: Nieuw-Zeeland